# Gondenans-Montby
Gondenans-Montby település Franciaországban, Doubs megyében. Lakosainak száma 163 fő (2022. január 1.). Gondenans-Montby Bournois, Soye, Uzelle, Viéthorey és Fontaine-lès-Clerval községekkel határos.

## Népesség
A település népességének változása:
| Lakosok száma | 177  | 198  | 195  | 170  | 173  | 176  | 175  | 171  | 168  | 163  |
|               | 1968 | 1982 | 1990 | 2006 | 2013 | 2015 | 2017 | 2019 | 2020 | 2022 |